# غايتانو كونتي
غايتانو كونتي (10 يناير 1919 باليرمو إيطاليا - ) هو لاعب كرة قدم إيطالي يلعب كلاعب وسط.